# Provincie Lodi
Lodi (italskyProvincia di Lodi) je italská provincie v oblasti Lombardie. Sousedí na severu s provincií Milano, na východě s provinciemi Cremona, na jihu s provincií Piacenza a na západě s provincií Pavia.
Provincie vznikla v roce 1992 odtržením 61 obcí od provincie Milano.